# Electrophaes niveopicta
Electrophaes niveopicta là một loài bướm đêm trong họ Geometridae.